# Roger Fisher
Roger Fisher (14 de febrero de 1950) es un guitarrista estadounidense, popular por su trabajo con las bandas Heart y Alias. Fue miembro activo de Heart de 1973 a 1980. Fue presentado en el Rock and Roll Hall of Fame como miembro de Heart.

## Discografía

### Heart
- Dreamboat Annie (1976)
- Little Queen (1977)
- Magazine (1978)
- Dog & Butterfly (1978)
- These Dreams: Greatest Hits (1997)
- Greatest Hits (1998)
- The Essential Heart (2002)
- Love Alive (2005)

### Alias
- Alias (1990)

### Acoustic Reign Project
- Acoustic Reign Project (2003)

### Clever Bastards
- The Great Unconformity (2005)[2]